# 中国共产党南昌市委员会
中国共产党南昌市委员会，简称（中共）南昌市委，是中国共产党在江西省南昌市的地方组织，成立于1949年7月，由中国共产党南昌市代表大会选举产生，在代表大会闭会期间领导南昌市的党务工作。现任中共南昌市委书记是李红军，系江西省委常委。